# Eurybia schreberi
Eurybia schreberi là một loài thực vật có hoa trong họ Cúc. Loài này được (Nees) Nees mô tả khoa học đầu tiên năm 1832.